# 大六壬
大六壬，或稱六壬神課，簡稱六壬，是中國占卜術之一。大六壬與奇門遁甲、太乙神數並稱三式。
大六壬開始流行於漢朝，文人名士多有以此為休閒，常以懷中藏物互相占卜猜測，名曰“射覆”。唐宋以來，明清相繼，相承至今。然六壬演式繁雜，主要在士大夫之間流傳，在民間社會中漸被文王卦所代替。当今社会，在中国大陆、香港和台湾均有一部分人在研习六壬。六壬术傳至日本后，在平安時代由陰陽師安倍晴明發揚光大。民間之「六壬神功」與古之六壬課完全無關係。

## 名稱由來
「六」代表易經的坤卦，所以「大六壬」代表「包羅乾坤萬象」，即「萬事萬物皆可占卜」之意。另外還有幾種說法：
- 六壬名字來源是水生於一而成於六（參見河圖），故名六壬者，「壬」在占卜裡是陽水。

- 六壬視斯：天干凡十，而課獨取乎壬者，蓋壬乃陽水，天一生水，為數之始，壬寄在亥，亥屬乾宮，亦易卦首乾之義。此立名之宗也。

- 六壬大全其提要中云：大抵數根於五行，而五行始於水，舉陰以起陽，故稱壬焉，舉成以該生，故用六焉。

- 周易以乾卦為首，乾內卦納六甲，故奇門稱遁甲，外卦納六壬，故稱六壬者。

- 祝泌有。天一生水，天五生土，合而成六。壬字上一撇斜者象水朝東，下一畫重者，象地之厚載，中一畫長者，縱則為天地，橫則為宇宙。六壬與天地宇宙同用，加以水土生育之功，有厚載之至德，故云六壬者。

- 未悟書中語有。乾為天屬金，壬承乾屬水，壬得天之氣，既泄天之機，故云六壬者，張江村也。

六壬神課在唐代以後,並沒有衰落，查北宋時的邵彥和，明末清初時的陳公獻，均為當時的代表人物；其中，邵公（劭彥和）的《六壬斷案》更被後世驚為寶笈，其在占課內所展現的理、象、氣、數，至今無人能及；而六壬指南作者陳公獻，更是理氣派的宗師級人物。
如想學習大六壬，不要被書籍上面的繁雜所迷惑，应熟读毕法赋，勤学六壬指南，多看邵公的斷案，找出斷語與盤式及四課的對應關係。

## 六壬盤基本組成
六壬主要是以幾個元素組成占卜內容，進而根據這個占卜內容進行判斷以測吉凶，其中組成元素有：
- 太歲 ：占卜的那個時間點的那一年的天干地支，譬如 2015 年立春後為乙未年，在下一個立春之前太歲都是乙未。

- 月建 ：月建是用來判斷日干支以及其他元素五行力量的基準，切換方式如同八字那樣切換月份，是看二十四節氣中的「節」來切換的，譬如在立春節到驚蟄節之間月建為「寅」，到了驚蟄後會轉變為「卯」。

- 日干支 ：占卜那一天的天干與地支，翻萬年曆或者透過手機軟體皆可查詢。

- 占時 ：這是六壬占卜的重點之一，是占卜的那個時間點或者隨意抽取的一個地支（也可以是數字一到十二的其中一個，進而轉換成地支）。占時分為「正時法」與「活時法」，古代先賢在古籍上以正時較多。正時法就是占卜當前的時辰為主，譬如辰時占卜，那占時就是辰。活時法則靈活許多，可由任何一個方式來決定占時是哪一個地支，譬如今日有人前來占事，時間是辰時，但是抽籤抽到了午，那便以午作為占時，只是需要另外紀錄是「抽時」。

- 月將 ：月將代表一月之將，主要是看太陽在黃道十二宮的哪個宮位，以二十四節氣的中氣作為換將基準，譬如雨水節到春分節之間太陽在亥宮，則月將則為亥。月將在六壬的另外一個名稱即為「太陽」。

- 空亡 ：空亡是以日干支所處的旬為主所排出來的資訊。每一天都會在一個旬中，而旬總共有六個，分別是甲子旬、甲戌旬、甲申旬、甲午旬、甲辰旬、甲寅旬，每十天換一個旬。但是天干有十、地支有十二，兩個搭配起來一定會有漏掉兩個地支沒有天干可以配，這就是空亡。

- 年命 ：年命組成為行年跟本命兩個，本命是指求占者或對象出生的那一年的太歲，行年則是根據行年表來查男命或女命的年紀來換算的。

- 天地盤 ：天地盤是六壬的重點之一，它根據月將、占時來模擬出一個時空環境，進而根據生、剋、刑的關係來演化出其餘的占卜資訊。天地盤其實是天盤與地盤的組合，組成元素都是十二地支，只是地盤的十二地支位置是固定的，而天盤的十二地支要將月將放置在占時（或抽時）上，進而形成天盤。

- 十二天將 ：十二天將又稱天乙貴人，有：貴人、螣蛇、朱雀、六合、勾陳、青龍、天空、白虎、太常、玄武、太陰、天后，並且依照順序順時針或逆時針排在天盤上。十二天將在分析六壬盤中佔有很重要的地位，因此一般都需要再三確定排列正確。

- 四課 ：四課是根據日干支以及對應的天地盤位置排列出來的，由右到左分別是第一課、第二課、第三課、第四課。第一課的下神為日干，代表求占者或事情的主體；第三課的下神為日支，代表所占對象或者事情的客體。而第一課的上神為第二課的下神、第三課的上神為第四課的下神，再找出其天盤是哪一個地支。四課裏藏有許多的訊息，是六壬盤解析的重點關鍵。

- 三傳 ：三傳則是根據四課上下神彼此間的生剋刑關係來排列出來的，而排列出來的類型有九種，被稱為九宗門，分別是：賊剋法、知一法、涉害法、遙剋法、昴星法、別責法、八專法、伏吟法、返吟法。三傳分為初傳，又稱發端、發用或用神，代表事情的初始；中傳又稱移易，代表事情中間的轉折變化；末傳又稱歸計，代表事情的結果。一般來說三傳還會搭配遁干以及六親與十二天將，來讓得到的資訊更加的完整與豐富。

## 重要典籍
- 《六壬心鏡》：唐徐道符著
- 《六壬斷案》：宋邵彥和著
- 《六壬指南》：明陳公獻著
- 《六壬說約》：清張鋐著
- 《六壬粹言》：清劉赤江著
- 《大六壬大全》：清郭禦青著
- 《大六壬集應鈐》：明黃賓廷撰
- 《占事略决（日语：占事略决）》：日本平安时代安倍晴明撰